# Ventes-Saint-Rémy
Ventes-Saint-Rémy és un municipi francès situat al departament del Sena Marítim i a la regió de Normandia. L'any 2007 tenia 232 habitants.

## Demografia

### Població
El 2007 la població de fet de Ventes-Saint-Rémy era de 232 persones. Hi havia 80 famílies de les quals 16 eren unipersonals (12 homes vivint sols i 4 dones vivint soles), 24 parelles sense fills i 40 parelles amb fills.
La població ha evolucionat segons el següent gràfic:
Habitants censats

### Habitatges
El 2007 hi havia 101 habitatges, 84 eren l'habitatge principal de la família, 12 eren segones residències i 5 estaven desocupats. Tots els 98 habitatges eren cases. Dels 84 habitatges principals, 73 estaven ocupats pels seus propietaris i 11 estaven llogats i ocupats pels llogaters; 1 tenia una cambra, 4 en tenien dues, 15 en tenien tres, 25 en tenien quatre i 40 en tenien cinc o més. 60 habitatges disposaven pel capbaix d'una plaça de pàrquing. A 40 habitatges hi havia un automòbil i a 39 n'hi havia dos o més.

### Piràmide de població
La piràmide de població per edats i sexe el 2009 era:
| Homes | Edats   | Dones |
| ----- | ------- | ----- |
| 0     | 95 o +  | 0     |
| 0     | 90 a 94 | 0     |
| 0     | 85 a 89 | 4     |
| 0     | 80 a 84 | 0     |
| 0     | 75 a 79 | 4     |
| 0     | 70 a 74 | 8     |
| 4     | 65 a 69 | 4     |
| 4     | 60 a 64 | 4     |
| 0     | 55 a 59 | 0     |
| 4     | 50 a 54 | 0     |
| 16    | 45 a 49 | 4     |
| 8     | 40 a 44 | 16    |
| 8     | 35 a 39 | 4     |
| 4     | 30 a 34 | 4     |
| 12    | 25 a 29 | 4     |
| 12    | 20 a 24 | 4     |
| 16    | 15 a 19 | 16    |
| 12    | 10 a 14 | 12    |
| 0     | 5 a 9   | 0     |
| 4     | 0 a 4   | 0     |

## Economia
El 2007 la població en edat de treballar era de 161 persones, 127 eren actives i 34 eren inactives. De les 127 persones actives 116 estaven ocupades (70 homes i 46 dones) i 11 estaven aturades (5 homes i 6 dones). De les 34 persones inactives 14 estaven jubilades, 9 estaven estudiant i 11 estaven classificades com a «altres inactius».

### Ingressos
El 2009 a Ventes-Saint-Rémy hi havia 87 unitats fiscals que integraven 243 persones, la mediana anual d'ingressos fiscals per persona era de 19.311 €.

### Activitats econòmiques
Dels 4 establiments que hi havia el 2007, 1 era d'una empresa de construcció, 1 d'una empresa d'hostatgeria i restauració, 1 d'una empresa de serveis i 1 d'una empresa classificada com a «altres activitats de serveis».
Dels 2 establiments de servei als particulars que hi havia el 2009, 1 era una fusteria i 1 perruqueria.
L'any 2000 a Ventes-Saint-Rémy hi havia 4 explotacions agrícoles.

## Equipaments sanitaris i escolars
El 2009 hi havia una escola maternal integrada dins d'un grup escolar amb les comunes properes formant una escola dispersa.

## Poblacions més properes
El següent diagrama mostra les poblacions més properes.